# HD 159332
HD 159332，又名BD+19 3354，SAO 102912、HR 6541，是一颗恒星，视星等为5.64，位于銀經42.48，銀緯25.53，其B1900.0坐标为赤經17h 29m 2s，赤緯+19° 25.53′ 44″。